# Portunus pelagicus
Portunus pelagicus är en kräftdjursart som först beskrevs av Carl von Linné 1758.  Portunus pelagicus ingår i släktet Portunus och familjen simkrabbor. Inga underarter finns listade i Catalogue of Life.

## Bildgalleri

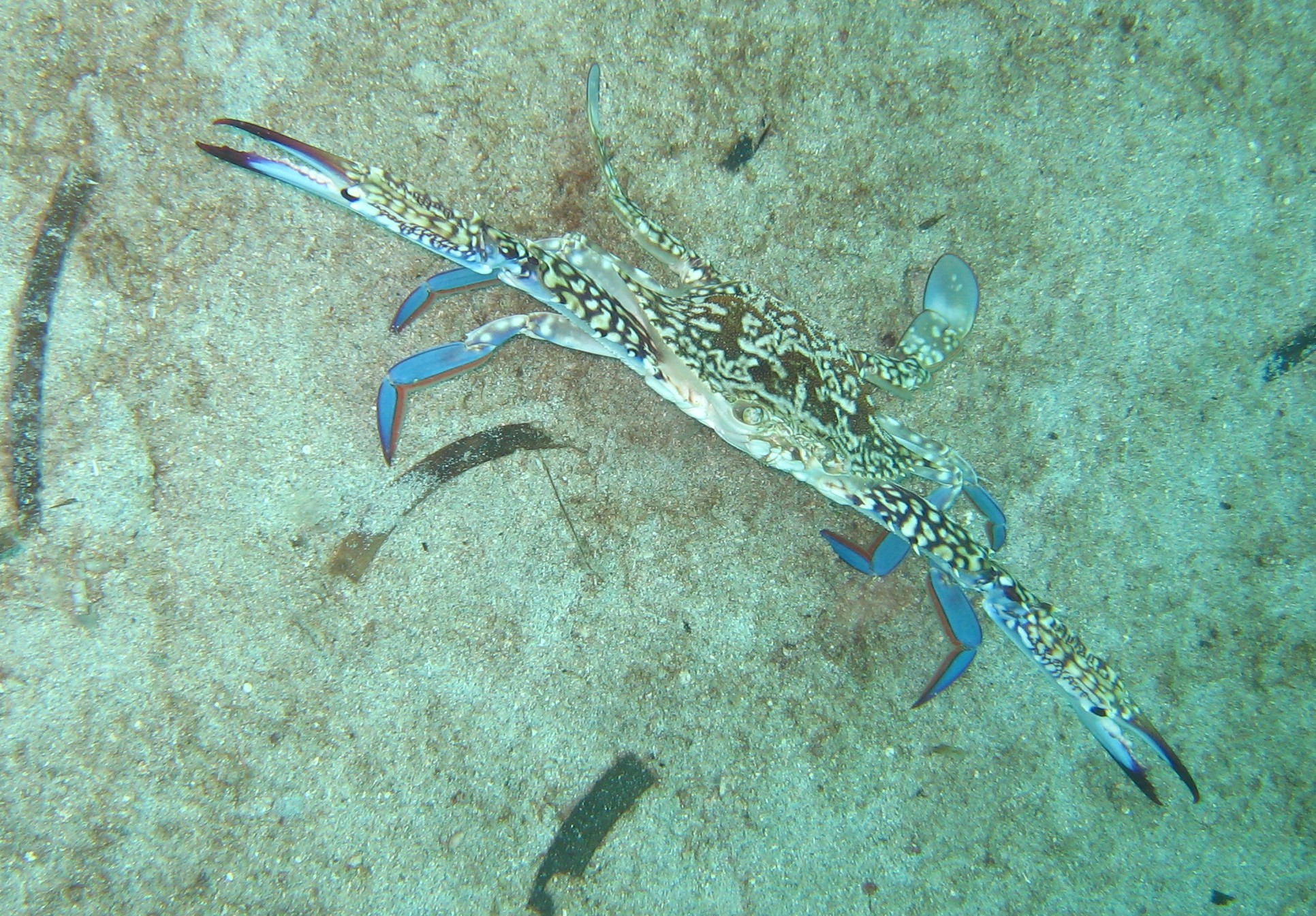